# Salto con gli sci ai IV Giochi olimpici giovanili invernali
Le gare di salto con gli sci dei IV Giochi olimpici giovanili invernali si sono svolte allo stadio del salto di Alpensia di Daegwallyeong, in Corea del Sud il 20 e 21 gennaio 2024.

## Podi
| Evento               | Oro                                                         | Punteggio | Argento                                                                         | Punteggio | Bronzo                                                      | Punteggio |
| Individuale ragazzi  | Il'ja Mizernych                                             | 214,0     | Niki Humml                                                                      | 210,7     | Lukasz Lukaszczyk                                           | 209,7     |
| Individuale ragazze  | Taja Bodlaj                                                 | 215,7     | Josie Johnson                                                                   | 207,2     | Ingvild Midtskogen                                          | 204,7     |
| Gara a squadre mista | Slovenia Ajda Kosnjek Urban Simnic Taja Bodlaj Enej Faletic | 893,7     | Norvegia Kjersti Graesli Oddvar Gunneroed Ingvild Midtskogen Mats Strandbraaten | 818,3     | Austria Sara Pokorny Niki Humml Meghann Wasdak Lukas Haagen | 775,0     |